# Piotr Napiwodzki
Piotr Napiwodzki (ur. 12 czerwca 1972 w Jeleniej Górze) – teolog, filozof, tłumacz, były polski dominikanin, teolog i duszpasterz, absolwent Papieskiej Akademii Teologicznej. 

## Życiorys
Do zakonu wstąpił w 1993 roku, święcenia kapłańskie otrzymał 3 czerwca 2000. W latach 2001–2005 przebywał we Fryburgu Szwajcarskim, gdzie w 2005 obronił doktorat na temat XX-wiecznej eklezjologii napisany pod kierunkiem prof. Barbary Hallensleben. Wykładał w Kolegium Dominikanów w Krakowie, Uniwersytecie Papieskim Jana Pawła II w Krakowie oraz na Uniwersytecie we Fryburgu. 
Był Rektorem Kolegium  Dominikanów w latach 2006 - 2010. W 2010 skorzystał z pozwolenia przełożonych na przebywanie poza klasztorem, a następnie opuścił zakon. Był adiunktem w Instytucie Polonistyki i Kulturoznawstwa Uniwersytetu Szczecińskiego. Od 2010 mieszka w Koślince koło Sztumu.

## Wybrane publikacje
- Bliżej, niż się wydaje. O końcu świata, millenaryzmie i chrześcijańskiej nadziei (2010)[3]
- Małe obrazki, proste scenki: Powiślański szlak Wilhelma z Modeny i losy całkiem współczesnych osadników (2020)[4]